# Batalla de Suthul
La batalla de Suthul al primer episodio de la guerra de Yugurta. La batalla tuvo lugar en el año 110 a. C. entre una fuerza romana liderada por el pretor Aulo Postumio Albino y una fuerza númida liderada por el Rey Yugurta.

## Antecedentes
En las guerras púnicas, Roma había obtenido grandes extensiones territoriales en África, que consolidaron en los siglos posteriores, y buena parte de él había sido concedido al Reino de Numidia, un reino de la costa norteafricana que se aproximaba al actual territorio de Argelia en pago por su ayuda militar del pasado. La guerra de Yugurta (111 a. C.-104 a. C.) enfrentó a Roma contra Yugurta de Numidia y constituyó la pacificación romana final del Norte de África, tras lo cual Roma dejó de expandirse en ese continente tras alcanzar las barreras naturales del desierto del Sahara y la cordillera del Atlas. Tras la usurpación del trono númida por parte de Yugurta, un aliado leal a Roma desde las guerras púnicas, Roma se vio obligada a intervenir. Yugurta sobornó imprudentemente a los romanos para que aceptaran su usurpación y se le concedió la mitad del reino. Tras posteriores agresiones e intentos de soborno, los romanos enviaron un ejército para hacerle frente. Los dos ejércitos se enfrentaron en la batalla de Suthul.

## Batalla
En el 110 a. C., el cónsul Espurio Postumio Albino invadió Numidia, pero tuvo que retirarse a Roma para preparar las elecciones consulares. Cuando Espurio marchó, dejó a su hermano Aulo al mando de la provincia, el ejército y la guerra contra el rey africano. Cuando Aulo tomó el mando del ejército y penetró en el reino, fue fácilmente vencido por Yugurta, cuyo ejército atrapó a las fuerzas romanas cerca de la población de Suthul.

## Curso de la guerra
A pesar de esta derrota inicial, los romanos respondieron mejor en la batalla de Muthul y vencieron en Cirta y Thala. La Guerra contra Yugurta sólo finalizó cuando el rey Yugurta fue capturado, pero no en batalla, sino por la traición de su yerno el rey Boco I de Mauritania.
- Datos: Q2890102